# Imperia La Divina
Imperia La Divina (Imperia Den Gudomliga), också kallad drottningen, född 1481, död 15 augusti 1512 i Rom, var en romersk kurtisan. Hon räknas som den första betydande medlemmen av kurtisanernas klass av prostituerade, som uppkom i Rom under hennes samtid. Imperia ska ha gett upphovet till begreppet kurtisan. 
Det var i Rom vid slutet av 1400-talet som männen vid påvehovet kände behov av att anlita kvinnor som utgjorde följeslagare vid hovlivet hos påven. Påvens hov utgjordes av män ur katolska prästämbeten som inte fick gifta sig. De kvinnor som utgjorde deras sällskap måste därför vara ogifta och omöjliga att gifta sig med. Det blev därför prostituerade som anlitades för till hovets sällskapsliv. Eftersom de också måste kunna uppträda enligt etiketten och vara bildade för att kunna konversera, skapades en ny klass av prostituerade, som kom att bli en ny rang av prostituerade i hela Europa - kurtisanerna. Imperia var den första berömda kurtisanen i Europa sedan antikens hetärer. Hon var dotter till påven Julius II:s betjänt. Hon fick 1498, vid sjutton års ålder, själv en dotter, Lucrezia, vars far var antingen Giacomo Sadoleto, en vän till Vittoria Colonna, eller Agostino Chigi.   
Imperia beskrivs som kvick och intelligent. Hon tillbringade en stor del av dagen inför öppet fönster, där hon lät sig beskådas. Hon var känd för att låta sig uppvaktas av påvens hovmän, men hålla sig exklusiv och endast acceptera ett fåtal kunder. Tack vare Roms rikaste bankir, Agostino Chigi, kunde hon leva med en kunglig standard. Chigi var hennes långvariga klient och vid denna tid känd som världens rikaste bankir. Hon ägde ett palats i Rom och en villa utanför staden.   
Imperia själv var förälskad i Angelo del Bufalo, som i många år uppges ha varit hennes kund. Då han år 1512 avslutade förbindelsen, förgiftade hon sig själv till döds. Hon gjorde Agostino Chigi till sin testamentsexekutor och bad honom gifta bort hennes dotter. Imperia La Divna blev föremål för många legender i Rom. Agostino Chigi bekostade en stor offentlig begravning, och ett monument i kyrkan San Gregorio al Celio -  en sensation för en prostituerad.  
Imperia La Divna omnämndes i samtida litteratur, bland annat i en roman av Matteo Bandello. Hon var en vän till Rafael (konstnär), som avbildade henne flera gånger efter sin ankomst till Rom 1508: som musa, som Galateas triumf i Villa Farnesina, och som Sibylla i Santa Maria della Pace.